# Конс, Ульрих
Ульрих Конс (нем. Ulrich Kons; род. 3 февраля 1955, Грайфсвальд, Росток) — немецкий гребец, выступавший за сборную ГДР по академической гребле в конце 1970-х — начале 1980-х годов. Чемпион летних Олимпийских игр в Москве, двукратный чемпион мира, победитель и призёр многих регат национального значения.

## Биография
Ульрих Конс родился 3 февраля 1955 года в Грайфсвальде, ГДР. Проходил подготовку в городе Росток в местном спортивном клубе «Форвертс».
Впервые заявил о себе в гребле в 1972 году — выступил на чемпионате мира среди юниоров в Милане, где занял четвёртое место в программе распашных рулевых четвёрок. Год спустя на аналогичных соревнованиях в Ноттингеме одержал победу в парных двойках.
Первого серьёзного успеха на взрослом международном уровне добился в сезоне 1977 года, когда вошёл в основной состав восточногерманской национальной сборной и побывал на мировом первенстве в Амстердаме, откуда привёз награду золотого достоинства, выигранную в восьмёрках.
Благодаря череде удачных выступлений удостоился права защищать честь страны на летних Олимпийских играх 1980 года в Москве — совместно с командой гребцов, куда вошли Бернд Краус, Ханс-Петер Коппе, Йёрг Фридрих, Ульрих Карнац, Йенс Добершюц, Уве Дюринг, Бернд Хёинг и рулевой Клаус-Дитер Людвиг, победил в зачёте восьмёрок, опередив преследовавшую команду Великобритании почти на три секунды, и тем самым завоевал золотую олимпийскую медаль. За это выдающееся достижение по итогам сезона был награждён орденом «За заслуги перед Отечеством» в серебре.
После московской Олимпиады Конс остался в составе гребной команды ГДР и продолжил принимать участие в крупнейших международных регатах. Так, в 1981 году он выступил на чемпионате мира в Мюнхене, где показал четвёртый результат в восьмёрках.
В 1982 году одержал победу в рулевых четвёрках на мировом первенстве в Люцерне, став таким образом двукратным чемпионом мира по академической гребле.
Помимо занятий спортом служил в военно-морских силах Фольксмарине, имел звание лейтенанта. Впоследствии занимался тренерской деятельностью в своём гребном клубе в Ростоке, после объединения Германии работал в фармацевтической промышленности.